# House of Frankenstein
House Of Frankenstein (La zíngara y los monstruos, en España; y La guarida de Frankenstein en Hispanoamérica) es una película estadounidense de 1944 dirigida por Erle C. Kenton (1896-1980).
La película se produjo después de El hijo de Drácula, centrándose más en el personaje de Drácula que en el Frankenstein del título. Es la cuarta película dedicada al Conde por la Universal, y una secuela de Frankenstein y el Hombre Lobo (1943), film pionero en reunir a más de un monstruo en una misma cinta. 
La Universal decidió dar otra vuelta de tuerca y producir otro film en el que se reuniesen más monstruos. House Of Frankenstein tuvo el honor de ser la segunda, reuniendo nada menos que a cinco monstruos (al menos según el cartel de la película). A saber: el monstruo de Frankenstein, el Hombre Lobo, Drácula, el Jorobado y el Doctor Loco; aunque, por cierto, ni el Jorobado (que no es el de Notre-Dame), ni el Doctor Loco son monstruos. Al siguiente año, la empresa realizó otra película, sustituyendo al jorobado por una jorobada. Los demás monstruos fueron los mismos. 

## Sinopsis

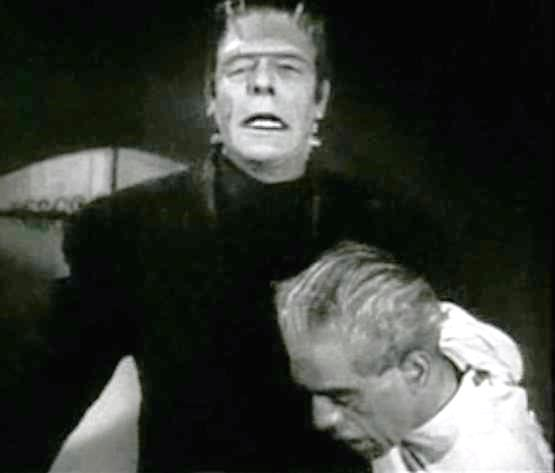
Glenn Strange y B. Karloff en el reclamo de la película.

Algún tiempo después de los acontecimientos de Frankenstein meets The Wolfman, un rayo destruye parte de la cárcel de Neustadt, facilitando así la huida del Dr. Niemann, discípulo del Dr. Frankenstein original. Niemann, acompañado del jorobado Daniel, tropieza en su huida con un carromato, el cual es un espectáculo ambulante llamado "La cámara de los horrores del profesor Lampini". Niemann y su compañero se apoderan del carromato, matando a Lampini para hacerse pasar por el dueño y apuntan su dirección hacia Reigelberg, donde Niemann piensa vengarse de aquellos que lo enviaron a la cárcel, empezando por el burgués Hussmann quien lo había envía encarcelado y para conseguirlo, arranca la estaca de Drácula, al cual era exhibido como atracción en dicho espectáculo. 
Drácula seduce a Rita, la nieta política de Hussmann y mata al propio Hussmann, pero las autoridades descubren a Drácula huyendo y durante la persecución, Niemann se deshace del ataúd de Drácula, quien muere al ser expuesto a la luz del sol.  
Al día siguiente, Niemann y Daniel llegan al pueblo de Frankenstein, donde ven bailar a la zíngara Ilonka, Daniel se enamora de ella y tras defenderla de un agresor, se la llevan malherida en el carromato. Niemann y Daniel llegan a las ruinas donde pereció el monstruo la vez anterior, y donde pretenden encontrar los apuntes de Frankenstein, ahí Niemann le promete a Daniel un cuerpo fuerte y sano. 
A través de las ruinas, acceden a una caverna de hielo donde encuentran congelados al Hombre Lobo y al monstruo de Frankenstein. Después de descongelarlos, Niemann ofrece liberar a Larry Talbot de su maldición, pero el doctor tiene sus propios planes para resucitar a la criatura y para poder trabajar se dirigen a Visaria, donde Niemann tiene su abandonado laboratorio. 
Ilonka pronto se enamora de Larry, pero esa misma noche mientras Niemann trata de resucitar a la criatura, Talbot le advierte al doctor que deben apresurarse antes de que sea luna llena de nuevo, pero Niemann ignora las advertencias y Larry se transforma en hombre lobo y mate a un hombre en el proceso, lo que hace que los aldeanos entren en pánico. Más tarde, Daniel y Niemann secuestran a Strauss y Ullman, sus antiguos colegas que lo traicionaron. Niemann revela los planes que tiene para ellos y revela que el cerebro de Larry Talbot va a reemplazar al cerebro de Ullman para que viva eternamente la maldición de la bestia y el cerebro de Strauss será trasplantado en el cuerpo de la criatura de Frankenstein para que sea el sirviente monstruoso de Niemann.
En la noche siguiente, Niemann logra dar suficiente energía a la criatura para reanimarla. Daniel le cuenta a Ilonka sobre la maldición de la bestia de Talbot para protegerla, pero Ilonka lo acusa de celos y sin que nadie lo sepa, construye un arma de pólvora equipada con proyectiles de plata. Ilanka armada va a ver a Larry quien se ha fugado del laboratorio, cuando Ilanka sigue los pasos de Larry es atacada por el hombre lobo, pero este recibe el disparo del proyectil de plata y acaba con la vida de ambos.
Daniel va a buscar a Larry pero encuentra los cuerpos fallecidos y enfurecido, culpa a Niemann y lo ataca, pero la criatura logra liberarse de sus ataduras y mata a Daniel y se lleva consigo a un inconsciente Niemman, donde los aldeanos los persiguen hasta los pantanos del bosque y al final del camino, tanto el monstruo como Niemann se ahogan en arenas movedizas.   
(Véase La mansión de Drácula).